# Râul Pelișor
Râul Pelișor este un curs de apă, afluent al râului Bârghiș. 